# Araripina
Araripina es un municipio brasileño del estado de Pernambuco. Se localiza a una latitud 7º34'34" sur y a una longitud 40º29'54" oeste. Tiene el quinto mayor PIB del Sertón de Pernambuco, atrás apenas de Serra Talhada, Arcoverde, Petrolândia y Petrolina.

## Historia
Hasta el siglo XVI la región estuvo habitada por los indios Rodelas, una nación tapuyana. A partir de ese siglo, hubo una invasión de Luso - Tupís de la costa, quienes buscaron lugares para criar ganado. En la segunda mitad del siglo XIX, la finca São Gonçalo perteneció al vizconde de Parnaíba, Manuel de Sousa Martins. En 1860, la finca fue vendida al matrimonio Manuel Félix Monteiro y Teotônia Teixeira Leite, quienes erigieron una capilla dedicada a Nuestra Señora de la Concepción. La finca fue luego vendida a Ceará Daniel Rodrigues Nogueira, quien impulsó la construcción de una decena de casas alrededor de la capilla.
En ese momento, Araripina era un distrito perteneciente a Ouricuri y tenía el nombre de "São Gonçalo". El distrito de São Gonçalo fue creado por Ley Municipal del 1 de julio de 1893, teniendo en ese momento 8 o 10 casas y la capilla de Nossa Senhora da Conceição, la primera y única patrona del lugar. La ley estatal 991, del 1 de julio de 1909, elevó la aldea a aldea como distrito de Ouricuri. En 1922, el obispo de Pesqueira , Dom José Lopes, crea la Parroquia de Nossa Senhora da Conceição en São Gonçalo do Sauhem, que hasta 1933 estuvo bajo la responsabilidad del vicario de Ouricuri. En 1928, fue elevada a la categoría de ciudad, emancipando de Ouricuri. En 1943, el municipio de São Gonçalo cambió su nombre por el actual, "Araripina", quizás en referencia a su proximidad a la Chapada do Araripe, también conocida como Chapada dos Exus Pernambucanos.